# Porównanie komunikatorów internetowych
Poniższe tabele porównują ogólne opcje i techniczne szczegóły różnych komunikatorów internetowych. Więcej szczegółów można znaleźć w artykułach dotyczących poszczególnych komunikatorów.

## Informacje ogólne
|                             | Autor/twórca                                              | Data publikacji pierwszej wersji | Typ                                           | Koszt          | Licencja   |
| --------------------------- | --------------------------------------------------------- | -------------------------------- | --------------------------------------------- | -------------- | ---------- |
| Adium                       | Adam Iser, Evan Schoenberg                                | Wrzesień 2001                    | Multikomunikator                              | Darmowy        | GPL v2     |
| Agile Messenger             | Agilemobile.com Limited                                   | ?                                | Multikomunikator                              | Subskrypcja    | Komercyjna |
| AOL Instant Messenger (AIM) | AOL                                                       | Maj 1997                         | Pojedyncza sieć IM                            | Darmowy Adware | Komercyjna |
| aMSN                        | Alvaro J. Iradier Muro                                    | Maj 2002                         | Pojedyncza sieć IM                            | Darmowy        | GPL        |
| AQQ                         | Daniel Zaborowski                                         | 2002                             | Multikomunikator                              | Darmowy Adware | Komercyjna |
| Ayttm                       | Colin Leroy and Philip Tellis                             | Kwiecień 2003                    | Multikomunikator                              | Darmowy        | GPL        |
| BitWise IM                  | BitWise Communications, LLC                               | 17 marca 2002                    | Pojedyncza sieć IM/Encrypted                  | Darmowy        | Komercyjna |
| BitlBee                     | Wilmer van der Gaast                                      | 9 sierpnia 2002                  | IRC Gateway, Multikomunikator                 | Darmowy        | GPL        |
| Centericq                   | Konstantin Klyagin                                        | 1999                             | Multikomunikator                              | Darmowy        | GPL        |
| Coccinella                  | Mats Bengtsson                                            | 1 grudnia 1999                   | Pojedyncza sieć IM                            | Darmowy        | GPL        |
| Cspace                      | Cspace                                                    | 28 lipca 2006                    | Pojedyncza sieć IM                            | Darmowy        | GPL        |
| EKG2                        | Wojtek Kaniewski, EKG2 Team                               | Wrzesień 2003                    | Multikomunikator                              | Darmowy        | GPL        |
| emesene                     | Luis Mariano Guerra                                       | 24 maja 2006                     | Pojedyncza sieć IM                            | Darmowy        | GPL        |
| Exodus                      | Peter Millard                                             | 2002                             | Pojedyncza sieć IM                            | Darmowy        | GPL        |
| Fire                        | Eric Peyton                                               | 1 kwietnia 1999                  | Multikomunikator                              | Darmowy        | GPL        |
| Gadu-gadu                   | Łukasz Foltyn                                             | 15 sierpnia 2000                 | Pojedyncza sieć IM                            | Darmowy Adware | Komercyjna |
| Gajim                       | Yann Le Boulanger                                         | 21 maja 2004                     | Pojedyncza sieć IM                            | Darmowy        | GPL        |
| GCN                         | Jason K. Resch                                            | 18 listopada 2000                | Pojedyncza sieć IM                            | Darmowy Adware | Komercyjna |
| GOIM                        | Herbert Poul                                              | 16 sierpnia 2005                 | Pojedyncza sieć IM                            | Darmowy        | GPL        |
| Goofey                      | Tim Mackenzie                                             | Początek lat 90.                 | Pojedyncza sieć IM                            | Darmowy        | ?          |
| Google Talk                 | Google, Inc.                                              | 24 sierpnia 2005                 | protokół Jabber                               | Darmowy        | Komercyjna |
| iChat                       | Apple Computer                                            | Sierpień 2002                    | Multikomunikator                              | Darmowy        | Komercyjna |
| iDesk                       | Interia.pl                                                | Marzec 2007                      | Multikomunikator                              | Darmowy        | Komercyjna |
| ICQ                         | Mirabilis                                                 | Listopad 1996                    | Pojedyncza sieć IM                            | Darmowy Adware | Komercyjna |
| IM2                         | IM2 Ltd.                                                  | Kwiecień 2003                    | Multikomunikator                              | Darmowy        | Komercyjna |
| imeem                       | IM2 Limited                                               | 2003                             | Multikomunikator                              | Darmowy        | GPL        |
| IMVITE                      | IMVITE Inc.                                               | Sierpień 2005                    | Multikomunikator                              | Darmowy Adware | Komercyjna |
| IMVU                        |                                                           | ?                                | Pojedyncza sieć IM                            | Darmowy        | Komercyjna |
| Instan-t                    | Interactive Networks Inc.                                 | Marzec 2001                      | Multikomunikator                              | Darmowy        | Komercyjna |
| Interaction Chat            | Auriance                                                  | Sierpień 2006                    | HTTP                                          | Darmowy        | Komercyjna |
| JMSN                        | sediah, xrath                                             | 2002                             | Pojedyncza sieć IM                            | Darmowy        | BSD        |
| Kadu                        | Kadu Team                                                 | Sierpień 2001                    | Multikomunikator                              | Darmowy        | GPL v2     |
| Konnekt                     | Stamina                                                   | 2002                             | Multikomunikator                              | Darmowy        | MPL        |
| Kopete                      | Kopete Team                                               | 3 marca 2002                     | Multikomunikator                              | Darmowy        | GPL        |
| Licq                        | Graham Roff (do wersji 1.0) Jon Keating                   | 22 czerwca 1998                  | Multikomunikator                              | Darmowy        | GPL        |
| LIVECHAT Communicator       | LIVECHAT Software                                         | 2003                             | Multikomunikator biznesowy                    | Subskrypcja    | Komercyjna |
| MECA Messenger              | MECA Communications Inc.                                  | ?                                | Multikomunikator, dostępny przez przeglądarkę | Darmowy        | Komercyjna |
| meebo                       | Meebo, Inc.                                               | 2005                             | Multikomunikator, dostępny przez przeglądarkę | Darmowy        | ?          |
| Meetro                      | Paul Bragiel i Samuel Stauffer                            | 2005                             | Multikomunikator                              | Darmowy        | ?          |
| Mercury Messenger           | Danny                                                     | 2003                             | Multikomunikator                              | Darmowy        | Komercyjna |
| mICQ                        | Mattew D. Smith (do ICQv5); Rüdiger Kuhlmann              | 1997(?); 2001                    | Pojedyncza sieć IM                            | Darmowy        | GPL v2     |
| MindSpring                  | Earthlink                                                 | 3 kwietnia 2006                  | Multikomunikator                              | Darmowy        | Komercyjna |
| Miranda IM                  | Miranda IM project                                        | 6 lutego 2000                    | Multikomunikator                              | Darmowy        | GPL        |
| Microsoft Messenger for Mac | Microsoft                                                 | ?                                | Pojedyncza sieć IM                            | Darmowy        | Komercyjna |
| MySpaceIM                   | MySpace                                                   | 9 maja 2006                      | Pojedyncza sieć IM                            | Darmowy Adware | Komercyjna |
| Naim                        | Daniel Reed                                               | 5 października 1998              | Multikomunikator                              | Darmowy        | GPL        |
| OpenWengo                   | Wengo                                                     | 2004                             | Pojedyncza sieć IM                            | Darmowy        | GPL        |
| Pandion                     | Dries Staelens, Sebastiaan Deckers                        | 28 czerwca 2004                  | Pojedyncza sieć IM                            | Darmowy        | Komercyjna |
| Paltalk                     | Jason Katz                                                | 1998                             | Multikomunikator                              | Darmowy        | Komercyjna |
| Pidgin (dawniej Gaim)       | Mark Spencer                                              | Listopad 1998                    | Multikomunikator                              | Darmowy        | GPL        |
| pork                        | Ryan McCabe                                               | 6 grudnia 2006                   | AIM, IRC Gateway                              | Darmowy        | GPL v2     |
| Proteus                     | Justin Wood, et al.                                       | Listopad 2001                    | Multikomunikator                              | Darmowy        | GPL        |
| Psi                         | Justin Karneges                                           | 2001                             | Pojedyncza sieć IM                            | Darmowy        | GPL        |
| psyced                      | psyced.org Project                                        | 1997                             | Bramka IRC, Multikomunikator                  | Darmowy        | GPL        |
| Qnext                       | Qnext Corp.                                               | 28 czerwca 2004                  | Multikomunikator                              | Darmowy        | Komercyjna |
| QQ                          | Tencent                                                   | Luty 1999                        | Pojedyncza sieć IM                            | Darmowy Adware | Komercyjna |
| SIM                         | SIM project                                               | ?                                | Multikomunikator                              | Darmowy        | GPL        |
| Skype                       | Niklas Zennström and Janus Friis Microsoft Skype Division | 2003                             | Pojedyncza sieć IM                            | Darmowy        | Komercyjna |
| Spik                        | Wirtualna Polska                                          | 27 października 2005             | Multikomunikator                              | Darmowy        | ?          |
| talk                        | Kipp Hickman                                              | 1982                             | Pojedyncza sieć IM                            | Darmowy        | BSD        |
| Tokonda                     | Akond Lab                                                 | wrzesień 2008                    | Multikomunikator                              | Darmowy        | ?          |
| Tkabber                     | Alexey Shchepin                                           | 2003                             | Pojedyncza sieć IM                            | Darmowy        | GPL        |
| Trillian                    | Cerulean Studios                                          | 1 lipca 2000                     | Multikomunikator                              | Darmowy        | Komercyjna |
| Trillian Pro                | Cerulean Studios                                          | 10 września 2002                 | Multikomunikator                              | $25            | Komercyjna |
| Trillian Astra              | Cerulean Studios                                          | Alpha                            | Multikomunikator                              | ?              | Komercyjna |
| VIPole                      | Hiliard Management                                        | Wrzesień 2013                    | Pojedyncza sieć IM                            | Darmowy /$5.99 | Komercyjna |
| Windows Live Messenger      | Microsoft                                                 | Lipiec 1999                      | Dwa protokoły                                 | Darmowy Adware | Komercyjna |
| Windows Messenger           | Microsoft                                                 | ?                                | ?                                             | Darmowy        | Komercyjna |
| WTW                         | Tomasz Nagisa                                             | 24 września 2007                 | Multikomunikator                              | Darmowy        | Komercyjna |
| Xfire                       | Xfire.inc                                                 | 2004                             | Pojedyncza sieć IM                            | Darmowy Adware | Komercyjna |
| Yahoo! Messenger            | Yahoo!                                                    | 21 czerwca 1999                  | Dual protocol                                 | Darmowy Adware | Komercyjna |
| YSM                         | rad2k                                                     | 2001                             | Pojedyncza sieć IM                            | Darmowy        | GPL        |
| Zephyr                      | Project Athena                                            | 1987                             | Pojedyncza sieć IM                            | Darmowy        | MIT        |
|                             | Autor/twórca                                              | Data publikacji pierwszej wersji | Typ                                           | Koszt          | Licencja   |

## Systemy operacyjne
Systemy operacyjne, na których dane aplikacje mogą pracować bez użycia emulatorów czy warstw zgodności.
|                             | Windows     | OS X  | Linux | BSD                       | Unix                      | Windows Mobile | BlackBerry |
| --------------------------- | ----------- | ----- | ----- | ------------------------- | ------------------------- | -------------- | ---------- |
| Adium                       | Nie         | Tak   | Nie   | Nie                       | Nie                       |                |            |
| Agile Messenger             | Nie         | Nie   | Nie   | Nie                       | Nie                       | Tak            |            |
| AIM                         | Tak         | Tak   | Tak   | Tak                       | Tak                       |                |            |
| aMSN                        | Tak         | Tak   | Tak   | Tak                       | Tak                       |                |            |
| AQQ                         | Tak         | Nie   | Nie   | Nie                       | Nie                       | Nie            | Nie        |
| BitlBee                     | Tak         | Tak   | Tak   | Tak                       | Tak                       |                |            |
| BitWise IM                  | Tak         | Tak   | Tak   | Nie                       | Nie                       |                |            |
| Centericq                   | Tak         | Tak   | Tak   | Tak                       | Tak                       |                |            |
| Coccinella                  | Tak         | Tak   | Tak   | Tak                       | Tak                       |                |            |
| emesene                     | Tak         | Tak   | Tak   | Tak                       | Tak                       |                |            |
| Exodus                      | Tak         | Nie   | Nie   | Nie                       | Nie                       |                |            |
| Fire                        | Nie         | Tak   | Nie   | Nie                       | Nie                       |                |            |
| Gadu-Gadu                   | Tak         | Nie   | Nie   | Nie                       | Nie                       | Tak            | Nie        |
| Gaim                        | Tak         | Tak 1 | Tak   | Tak                       | Tak                       |                |            |
| Gajim                       | Tak         | Tak 1 | Tak   | Tak                       | Tak                       |                |            |
| GCN                         | Tak         | Nie   | Nie   | Nie                       | Nie                       |                |            |
| GOIM                        | Tak         | Tak   | Tak   | Nie                       | Nie                       |                |            |
| Goofey6                     | Nie         | Tak7  | Tak   | Tak                       | Tak                       |                |            |
| Google Talk (aplikacja)     | Tak         | Nie   | Nie   | Nie                       | Nie                       |                | Tak        |
| Google Talk (Gmail)         | Tak         | Tak   | Tak   | Tak                       | Tak                       |                |            |
| iChat                       | Nie         | Tak   | Nie   | Nie                       | Nie                       |                |            |
| ICQ                         | Tak         | Tak   | Nie   | Nie                       | Nie                       | Tak            |            |
| IM2                         | Tak         | Nie   | Nie   | Nie                       | Nie                       |                |            |
| IMVU                        | Tak         | Nie   | Nie   | Nie                       | Nie                       |                |            |
| Instan-t                    | Tak         | Nie   | Nie   | Nie                       | Nie                       |                |            |
| Interaction Chat            | Tak         | Tak   | Tak   | Tak                       | Tak                       |                |            |
| imeem                       | Tak         | Tak   | Nie   | Nie                       | Nie                       |                |            |
| JMSN                        | Tak         | Tak   | Tak   | Tak                       | Tak                       |                |            |
| Kadu                        | Tak         | Tak   | Tak   | Tak                       | Tak                       |                |            |
| Kopete                      | Jeszcze nie | Nie   | Tak   | Tak                       | Tak                       |                |            |
| Licq                        | Nie         | Nie   | Tak   | Tak                       | Tak                       |                |            |
| LIVECHAT Communicator       | Tak         | Nie   | Nie   | Nie                       | Nie                       |                |            |
| MECA Messenger              | Tak         | Nie   | Nie   | Nie                       | Nie                       |                |            |
| meebo                       | Tak         | Tak   | Tak   | Tak                       | Tak                       |                |            |
| Meetro                      | Tak         | Tak   | Nie   | Nie                       | Nie                       |                |            |
| Mercury Messenger           | Tak         | Tak   | Tak   | Tak (Nieoficjalnie, Java) | Tak (Nieoficjalnie, Java) |                |            |
| mICQ                        | Tak 2       | Tak   | Tak   | Tak                       | Tak                       |                |            |
| Miranda IM                  | Tak         | Nie   | Nie   | Nie                       | Nie                       |                |            |
| Microsoft Messenger for Mac | Nie 3       | Tak   | Nie 3 | Nie 3                     | Nie 3                     |                |            |
| MindSpring                  | Tak         | Nie   | Nie   | Nie                       | Nie                       |                |            |
| MySpaceIM                   | Tak         | Nie   | Nie   | Nie                       | Nie                       |                |            |
| Naim                        | Tak         | Tak   | Tak   | Tak                       | Tak                       |                |            |
| OpenWengo                   | Tak         | Tak 5 | Tak   | Tak                       | Tak                       |                |            |
| Pandion                     | Tak         | Nie   | Nie   | Nie                       | Nie                       |                |            |
| Paltalk                     | Tak         | Nie   | Nie   | Nie                       | Nie                       |                |            |
| Pidgin                      | Tak         | Tak   | Tak   | Tak                       | Tak                       |                |            |
| pork                        | Nie         | Tak   | Tak   | Tak                       | Tak                       |                |            |
| Proteus                     | Nie         | Tak   | Nie   | Nie                       | Nie                       |                |            |
| Psi                         | Tak         | Tak   | Tak   | Tak                       | Tak                       |                |            |
| psyced                      | Tak         | Tak   | Tak   | Tak                       | Tak                       |                |            |
| Qnext                       | Tak         | Tak   | Tak   | Tak                       | Tak                       |                |            |
| QQ                          | Tak         | Nie   | Nie   | Nie                       | Nie                       |                |            |
| SIM                         | Tak         | Tak   | Tak   | Tak                       | Tak                       |                |            |
| Skype                       | Tak         | Tak   | Tak   | Nie                       | Nie                       | Tak            |            |
| Spik                        | Tak         | Nie   | Nie   | Nie                       | Nie                       |                |            |
| talk                        | Tak 4       | Tak   | Tak   | Tak                       | Tak                       |                |            |
| Tokonda                     | Tak 9       | Tak 9 | Tak 9 | Tak 9                     | Tak 9                     | Nie            | Nie        |
| Tkabber                     | Tak         | Tak   | Tak   | Tak                       | Tak                       |                |            |
| Trillian                    | Tak         | Nie   | Nie   | Nie                       | Nie                       |                |            |
| Trillian Pro                | Tak         | Nie   | Nie   | Nie                       | Nie                       |                |            |
| Trillian Astra              | Tak         | Tak   | Tak   | Tak                       | Tak                       |                |            |
| Windows Live Messenger      | Tak         | Nie   | Nie   | Nie                       | Nie                       | Tak            |            |
| Windows Messenger           | Tak         | Nie   | Nie   | Nie                       | Nie                       |                |            |
| WTW                         | Tak         | Nie   | Nie   | Nie                       | Nie                       | Nie            | Nie        |
| Yahoo! Messenger            | Tak         | Tak   | Tak   | Tak                       | Tak                       |                | Tak        |
| YSM                         | Tak         | Tak   | Tak   | Tak                       | Tak                       |                |            |
| Zephyr                      | Tak         | Tak   | Tak   | Tak                       | Tak                       |                |            |
|                             | Windows     | OS X  | Linux | BSD                       | Unix                      | Windows Mobile | BlackBerry |

1: Wersja dla Mac OS X dostępna tylko po samodzielnej kompilacji; pracować będzie tylko, jeśli zainstalowany jest X server i biblioteka GTK+.
2: Wymaga terminala ANSI. Windows ANSI driver problem.
3: MSN Web Messenger może być używane przy użyciu kompatybilnej przeglądarki i ważnego konta Microsoft Passport Network.
4: Istnieje wiele aplikacji klienckich usługi talk/ytalk dla systemów Win32. Inne dostępne są przy użyciu środowiska Cygwin.
5: Dostępny tylko w spodziewanej wersji OpenWengo-ng, dostępnej obecnie poprzez repozytorium Subversion.
6: Dostępne tylko jako kod źródłowy.binary.
7: Klient będzie działał na OS X tylko w sesji terminala Unix.
9: Aplikacja webowa, działa w przeglądarce internetowej.

## Obsługa protokołów
Informacja na temat protokołów komunikacji natychmiastowej, które dany klient obsługuje.
|                             | AIM         | ICQ         | Windows Live Messenger (wcześniej MSN Messenger) | Yahoo! Messenger | IRC         | XMPP (Google Talk i wiele innych usług kompatybilnych z XMPP) | Bonjour (wcześniej Rendezvous) | Novell GroupWise Messenger | Lotus Sametime  | Gadu-Gadu   | Skype        | QQ          | Inne                                                   |
| --------------------------- | ----------- | ----------- | ------------------------------------------------ | ---------------- | ----------- | ------------------------------------------------------------- | ------------------------------ | -------------------------- | --------------- | ----------- | ------------ | ----------- | ------------------------------------------------------ |
| Adium                       | Tak         | Tak         | Tak                                              | Tak              | Nie         | Tak                                                           | Tak ? 10                       | Tak                        | Tak             | Tak         | Nie          | Nie         | Yahoo! Japan, .Mac, Zephyr                             |
| Agile Messenger             | Tak         | Tak         | Tak                                              | Tak              | Nie         | Brak informacji                                               | Nie                            | Nie                        | Nie             | Nie         | Nie          | on request  | Wireless Village (on request)                          |
| AIM                         | Tak         | Tak         | Nie                                              | Nie              | Nie         | Nie                                                           | Nie                            | Nie                        | Nie             | Nie         | Nie          | Nie         | Nie                                                    |
| aMSN                        | Nie         | Nie         | Tak                                              | Nie              | Nie         | Nie                                                           | Nie                            | Nie                        | Nie             | Nie         | Nie          | Nie         | Nie                                                    |
| AQQ                         | Częściowo 3 | Częściowo 3 | Częściowo 3                                      | Częściowo 3      | Nie         | Tak                                                           | Nie                            | Nie                        | Nie             | Tak         | Tak          | Nie         | Tlen, AQQ                                              |
| BitlBee                     | Tak         | Tak         | Tak                                              | Tak              | Nie         | Tak                                                           | Nie                            | Nie                        | Nie             | Nie         | Nie          | Nie         | Nie                                                    |
| BitWise IM                  | Nie         | Nie         | Nie                                              | Nie              | Nie         | Nie                                                           | Nie                            | Nie                        | Nie             | Nie         | Nie          | Nie         | BitWise IM                                             |
| Centericq                   | Częściowo 6 | Tak         | Tak                                              | Tak              | Tak         | Tak                                                           | Nie                            | Brak informacji            | Brak informacji | Tak         | Nie          | Nie         | Brak informacji                                        |
| Coccinella                  | Częściowo 3 | Częściowo 3 | Częściowo 3                                      | Częściowo 3      | Częściowo 3 | Tak                                                           | Nie                            | Nie                        | Nie             | Częściowo 3 | Nie          | Nie         | Częściowo 3                                            |
| EKG2                        | Częściowo 3 | Tak         | Częściowo 3                                      | Częściowo 3      | Tak         | Tak                                                           | Nie                            | Nie                        | Nie             | Tak         | Nie          | Nie         | Polchat, nntp, rss, jogger                             |
| emesene                     | Nie         | Nie         | Tak                                              | Nie              | Nie         | Nie                                                           | Nie                            | Nie                        | Nie             | Nie         | Nie          | Nie         | Nie                                                    |
| Exodus                      | Częściowo 3 | Częściowo 3 | Częściowo 3                                      | Częściowo 3      | Częściowo 3 | Tak                                                           | Nie                            | Nie                        | Nie             | Częściowo 3 | Nie          | Nie         |                                                        |
| Fire                        | Tak         | Tak         | Tak                                              | Tak              | Tak         | Tak                                                           | Tak ? 10                       | Nie                        | Nie             | Nie         | Nie          | Nie         | Nie                                                    |
| Gajim                       | Częściowo 3 | Częściowo 3 | Częściowo 3                                      | Częściowo 3      | Częściowo 3 | Tak                                                           | Nie                            | Nie                        | Nie             | Częściowo 3 | Nie          | Nie         | Nie                                                    |
| GCN                         | Częściowo 3 | Częściowo 3 | Częściowo 3                                      | Częściowo 3      | Częściowo 3 | Tak                                                           | Nie                            | Nie                        | Nie             | Częściowo 3 | Nie          | Nie         | GCN                                                    |
| GOIM                        | Nie         | Nie         | Nie                                              | Nie              | Nie         | Tak                                                           | Nie                            | Nie                        | Nie             | Nie         | Nie          | Nie         | Nie                                                    |
| Google Talk                 | Częściowo 3 | Częściowo 3 | Częściowo 3                                      | Częściowo 3      | Częściowo 3 | Tak                                                           | Nie                            | Nie                        | Nie             | Częściowo 3 | Nie          | Nie         | Nie                                                    |
| iChat                       | Tak         | Tak         | Nie                                              | Nie              | Nie         | Tak                                                           | Tak                            | Brak informacji            | Brak informacji | Nie         | Nie          | Nie         | Nie                                                    |
| ICQ                         | Tak         | Tak         | Nie                                              | Nie              | Nie         | Nie                                                           | Nie                            | Nie                        | Nie             | Nie         | Nie          | Nie         | Nie                                                    |
| IM2                         | Tak         | Tak         | Tak                                              | Tak              | Tak         | Nie                                                           | Nie                            | Nie                        | Nie             | Nie         | Nie          | Nie         | Brak informacji                                        |
| imeem                       | Tak         | Nie         | Tak                                              | Tak              | Nie         | Tak                                                           | Nie                            | Nie                        | Nie             | Nie         | Nie          | Nie         | Brak informacji                                        |
| IMVITE                      | Tak 8       | Tak 8       | Tak                                              | Tak              | Nie         | Nie                                                           | Nie                            | Nie                        | Nie             | Nie         | Nie          | Nie         | Brak informacji                                        |
| IMVU                        | Tak         | Tak         | Tak                                              | Tak              | Nie         | Tak                                                           | Nie                            | Nie                        | Nie             | Nie         | Nie          | Nie         | IMVU                                                   |
| Instan-t                    | Tak         | Tak         | Tak                                              | Tak              | Nie         | Nie                                                           | Nie                            | Nie                        | Nie             | Nie         | Nie          | Nie         | Instan-t network                                       |
| Interaction Chat            | Nie         | Nie         | Nie                                              | Nie              | Nie         | Nie                                                           | Nie                            | Nie                        | Nie             | Nie         | Nie          | Nie         | Nie                                                    |
| JMSN                        | Nie         | Nie         | Tak                                              | Nie              | Nie         | Nie                                                           | Nie                            | Nie                        | Nie             | Nie         | Nie          | Nie         | Nie                                                    |
| Kadu                        | Nie         | Nie         | Nie                                              | Nie              | Nie         | Tak                                                           | Nie                            | Nie                        | Nie             | Tak         | Nie          | Nie         | Nie                                                    |
| Kopete                      | Tak         | Tak         | Tak                                              | Tak              | Tak         | Tak                                                           | Nie                            | Tak                        | Tak             | Tak         | Częściowo 4  | Nie         | Brak informacji                                        |
| Licq                        | Nie         | Tak         | Nie                                              | Nie              | Nie         | Nie                                                           | Nie                            | Nie                        | Nie             | Nie         | Nie          | Nie         | Brak informacji                                        |
| LIVECHAT Communicator       | Nie         | Tak         | Tak                                              | Nie              | Nie         | Nie                                                           | Nie                            | Nie                        | Nie             | Tak         | Nie          | Nie         | Brak informacji                                        |
| MECA Messenger              | Tak         | Tak         | Tak                                              | Tak              | Nie         | Tak                                                           | Nie                            | Nie                        | Nie             | Nie         | Nie          | Nie         | Nie                                                    |
| meebo                       | Tak         | Tak         | Tak                                              | Tak              | Nie         | Tak                                                           | Nie                            | Nie                        | Nie             | Nie         | Nie          | Nie         | Nie                                                    |
| Meetro                      | Tak         | Tak         | Tak                                              | Tak              | Nie         | Nie                                                           | Nie                            | Nie                        | Nie             | Nie         | Nie          | Nie         | Nie                                                    |
| Mercury Messenger           | Częściowo 3 | Częściowo 3 | Tak                                              | Częściowo 3      | Częściowo 3 | Tak                                                           | Nie                            | Nie                        | Nie             | Częściowo 3 | Nie          | Nie         | Nie                                                    |
| mICQ                        | Częściowo   | Tak         | Nie                                              | Nie              | Nie         | Częściowo                                                     | Nie                            | Nie                        | Nie             | Nie         | Nie          | Nie         | Nie                                                    |
| MindSpring                  | Nie         | Nie         | Nie                                              | Nie              | Nie         | Tak                                                           | Nie                            | Nie                        | Nie             | Nie         | Nie          | Nie         | Nie                                                    |
| Miranda IM                  | Tak         | Tak         | Tak                                              | Tak              | Tak         | Tak                                                           | Z wtyczką 2, 10                | Nie                        | Z wtyczką 2     | Tak         | Częściowo 4  | Z wtyczką 2 | Tlen, LAN 5, Chat 5                                    |
| Microsoft Messenger for Mac | Nie         | Nie         | Tak                                              | Nie              | Nie         | Nie                                                           | Nie                            | Nie                        | Nie             | Nie         | Nie          | Nie         | Nie                                                    |
| Paltalk                     | Tak         | Tak         | Nie                                              | Tak              | Nie         | Nie                                                           | Nie                            | Nie                        | Nie             | Nie         | Nie          | Nie         |                                                        |
| Pandion                     | Częściowo 3 | Częściowo 3 | Częściowo 3                                      | Częściowo 3      | Częściowo 3 | Tak                                                           | Nie                            | Nie                        | Nie             | Częściowo 3 | Nie          | Nie         | Nie                                                    |
| Pidgin (Gaim)               | Tak         | Tak         | Tak                                              | Tak              | Tak         | Tak                                                           | Tak 10                         | Tak                        | Tak             | Tak         | Z wtyczką 11 | Z wtyczką 7 | SILC, Zephyr, XFire, OTR (z wtyczką), Tlen (z wtyczką) |
| pork                        | Tak         | Nie         | Nie                                              | Nie              | Tak         | Nie                                                           | Nie                            | Nie                        | Nie             | Nie         | Nie          | Nie         |                                                        |
| Psi                         | Częściowo 3 | Częściowo 3 | Częściowo 3                                      | Częściowo 3      | Częściowo 3 | Tak                                                           | Nie                            | Nie                        | Nie             | Częściowo 3 | Nie          | Nie         | Nie                                                    |
| Proteus                     | Tak         | Tak         | Tak                                              | Tak              | Nie         | Tak                                                           | Częściowo 9                    | Nie                        | Tak             | Tak         | Nie          | Nie         | Yahoo! Japan                                           |
| psyced                      | Disabled    | Disabled    | Nie                                              | Nie              | Tak         | Tak                                                           | Nie                            | Nie                        | Nie             | Nie         | Nie          | Nie         | PSYC, TELNET, SMTP, HTTP, WAP                          |
| Qnext                       | Tak         | Tak         | Tak                                              | Tak              | Tak         | Nie                                                           | Nie                            | Nie                        | Nie             | Nie         | Nie          | Nie         | Qnext                                                  |
| QQ                          | Nie         | Nie         | Nie                                              | Nie              | Nie         | Nie                                                           | Nie                            | Nie                        | Nie             | Nie         | Nie          | Tak         | Nie                                                    |
| SIM                         | Tak         | Tak         | Tak                                              | Tak              | Nie         | Tak                                                           | Nie                            | Nie                        | Nie             | Nie         | Nie          | Nie         | LiveJournal                                            |
| Skype                       | Nie         | Nie         | Nie                                              | Nie              | Nie         | Nie                                                           | Nie                            | Nie                        | Nie             | Nie         | Tak          | Nie         | Brak informacji                                        |
| Spik                        | Częściowo 3 | Tak         | Częściowo 3                                      | Częściowo 3      | Częściowo 3 | Tak                                                           | Nie                            | Nie                        | Nie             | Tak         | Nie          | Nie         | Nie                                                    |
| talk                        | Nie         | Nie         | Nie                                              | Nie              | Nie         | Nie                                                           | Nie                            | Nie                        | Nie             | Nie         | Nie          | Nie         | ntalk, ytalk                                           |
| Tokonda                     | Nie         | Nie         | Tak                                              | Nie              | Nie         | Tak                                                           | Nie                            | Nie                        | Nie             | Tak         | Nie          | Nie         | Tlen, Tokonda                                          |
| Tkabber                     | Częściowo 3 | Częściowo 3 | Częściowo 3                                      | Częściowo 3      | Częściowo 3 | Tak                                                           | Nie                            | Nie                        | Nie             | Częściowo 3 | Nie          | Nie         | Nie                                                    |
| Trillian                    | Tak         | Tak         | Tak                                              | Tak              | Tak         | Nie                                                           | Nie                            | Nie                        | Nie             | Nie         | Nie          | Nie         | Nie                                                    |
| Trillian Pro                | Tak         | Tak         | Tak                                              | Tak              | Tak         | Tak                                                           | Tak 10                         | Tak                        | Tak             | Z wtyczką 1 | Z wtyczką 11 | Z wtyczką 1 | Nie                                                    |
| Windows Live Messenger      | Nie         | Nie         | Tak                                              | Tak              | Nie         | Nie                                                           | Nie                            | Nie                        | Nie             | Nie         | Nie          | Nie         | Nie                                                    |
| Windows Messenger           | Nie         | Nie         | Tak                                              | Nie              | Nie         | Nie                                                           | Nie                            | Nie                        | Nie             | Nie         | Nie          | Nie         | SIP, EIM                                               |
| WTW                         | Częściowo 3 | Częściowo 3 | Częściowo 3                                      | Częściowo 3      | Z wtyczką 2 | Tak                                                           | Nie                            | Nie                        | Nie             | Tak         | Tak          | Nie         | Tlen                                                   |
| Yahoo! Messenger            | Nie         | Nie         | Tak                                              | Tak              | Nie         | Nie                                                           | Nie                            | Nie                        | Nie             | Nie         | Nie          | Nie         | Nie                                                    |
| YSM                         | Nie         | Tak         | Nie                                              | Nie              | Nie         | Nie                                                           | Nie                            | Nie                        | Nie             | Nie         | Nie          | Nie         | Brak informacji                                        |
| Zephyr                      | Nie         | Nie         | Nie                                              | Nie              | Nie         | Nie                                                           | Nie                            | Nie                        | Nie             | Nie         | Nie          | Nie         | Zephyr                                                 |
|                             | AIM         | ICQ         | Windows Live Messenger (wcześniej MSN Messenger) | Yahoo! Messenger | IRC         | XMPP (Google Talk i wiele innych usług kompatybilnych z XMPP) | Bonjour (wcześniej Rendezvous) | Novell GroupWise Messenger | Lotus Sametime  | Gadu-Gadu   | Skype        | QQ          | Inne                                                   |

1: Dostępna wtyczka 
2: Dostępna wtyczka
3: Interoperacyjność z komercyjnymi protokołami może zostać osiągnięta przez bramki po stronie serwera (tzw. transporty).
4: Dostępna wtyczka, która wymaga instalacji programu Skype.
5: Protokoły LAN i chat obsługiwane przez Miranda IM to między innymi NetSend, WinPopup, Novell Netware NCP, BattleNet, Vypress Chat, Quick Chat i Walla Chat.
6: Korzysta z protokołu AIM TOC2, który ma mniej opcji niż protokół Oscar, z którego korzysta oficjalny klient. Dostępna jest też wtyczka do protokołu Oscar, lecz obecnie jest we wczesnym stadium rozwoju.
7: Dostępna wtyczka 
8: Możliwe jest podanie tylko jednego konta ICQ/AOL IM, więc użytkownicy posiadający konto AOL i ICQ mogą korzystać tylko z jednego naraz.
9: Dostępna tylko komunikacja tekstowa.
10: Prawdopodobnie możliwa jest tylko komunikacja tekstowa.
11: Dostępna wtyczka, która jednak wymaga zainstalowanego i uruchomionego programu Skype.

## Możliwości
|                                                | Toolkity lub SDK  | Szyfrowanie             | Transfer plików                         | Emotikony graficzne | Unicode (UTF-8)   | Wbudowane gry   | Skóry/tematy graficzne         | System wtyczek 1 | Dodatki firm trzecich 2 | Skryptowanie    | Rejestracja wiadomości | Komunikacja głosowa  | Obsługa kamery       | Wiadomości asynchroniczne |
| ---------------------------------------------- | ----------------- | ----------------------- | --------------------------------------- | ------------------- | ----------------- | --------------- | ------------------------------ | ---------------- | ----------------------- | --------------- | ---------------------- | -------------------- | -------------------- | ------------------------- |
| Adium                                          | Cocoa             | Tak 11                  | Częściowo                               | Tak                 | Tak               | Nie             | Tak                            | Tak              | Tak                     | Tak             | Tak                    | Nie                  | Nie                  | Brak informacji           |
| Agile Messenger                                | Brak informacji   | Brak informacji         | Częściowo                               | Tak                 | Tak               | Brak informacji | Brak informacji                | Brak informacji  | Brak informacji         | Brak informacji | Tak                    | Brak informacji      | Brak informacji      | Tak                       |
| AIM                                            | W32               | Tak                     | Tak                                     | Tak                 | Tak               | Częściowo       | Tak                            | Tak              | Tak                     | Brak informacji | Tak                    | Tak                  | Tak                  | Tak                       |
| aMSN                                           | Tcl/Tk            | Brak informacji         | Tak                                     | Tak                 | Tak               | Częściowo       | Tak                            | Tak              | Tak                     | Tak             | Tak                    | Brak informacji      | Tak                  | Częściowo                 |
| AQQ                                            | Tak               | Tylko sieć Jabber       | Tak w sieci: Jabber, AQQ i częściowo GG | Tak                 | Tylko sieć Jabber | Tak             | Tak                            | Tak              | Tak                     | Nie             | Tak                    | Tak                  | Nie                  | Brak informacji           |
| BitlBee                                        | n/a               | Nie                     | Nie                                     | Nie                 | Brak informacji   | Nie             | Nie                            | Nie              | Nie                     | Brak informacji | Brak informacji        | Brak informacji      | Nie                  | Brak informacji           |
| BitWise IM                                     | W32, GTK2, Carbon | Tak 7                   | Tak                                     | Nie                 | Brak informacji   | Tak             | Tak                            | Nie              | Nie                     | Brak informacji | Tak                    | Tak                  | Brak informacji      | Brak informacji           |
| Centericq                                      | ncurses           | Częściowo 9             | Częściowo                               | Nie                 | Brak informacji   | Nie             | Tak                            | Tak              | Brak informacji         | Tak             | Tak                    | Brak informacji      | Nie                  | Tak                       |
| Coccinella                                     | Tcl/Tk            | Tak                     | Tak                                     | Tak                 | Tak               | Tak             | Tak                            | Tak              | Brak informacji         | Nie             | Tak                    | Tak                  | Nie                  | Tak                       |
| EKG2                                           | GTK2, ncurses     | Tak                     | Częściowo                               | Nie                 | Tak               | Nie             | Tak                            | Tak              | Nie                     | Tak             | Tak                    | Nie                  | Nie                  | Tak                       |
| emesene                                        | PyGTK             | Brak informacji         | Tak                                     | Tak                 | Tak               | Nie             | Tak                            | Tak              | Tak                     | Tak             | Tak                    | Brak informacji      | Częściowo            | Częściowo                 |
| Exodus                                         | W32               | Nie                     | Tak                                     | Tak                 | Tak               | Nie             | Nie                            | Tak              | Nie                     | Brak informacji | Brak informacji        | Brak informacji      | Nie                  | Tak                       |
| Fire                                           | Cocoa             | Tak 12                  | Tak                                     | Tak                 | Tak               | Nie             | Tak                            | Tak              | Tak                     | Tak             | Tak                    | Brak informacji      | Brak informacji      | Brak informacji           |
| Gadu-Gadu                                      | Brak informacji   | Częściowo (tylko hasło) | Tak                                     | Tak                 | Tak               | Nie             | Tak                            | Nie              | Nie                     | Brak informacji | Tak                    | Tak                  | Tak                  | Brak informacji           |
| Gajim                                          | GTK2              | Tak 9                   | Tak                                     | Tak                 | Tak               | Nie             | Tak                            | Nie              | Nie                     | Nie             | Tak                    | Nie                  | Nie                  | Tak                       |
| GCN                                            | W32               | Tak 4                   | Tak                                     | Tak                 | Brak informacji   | Tak             | Częściowo                      | Nie              | Tak                     | Brak informacji | Brak informacji        | Brak informacji      | Brak informacji      | Brak informacji           |
| GOIM                                           | Java/SWT          | Tak                     | Nie                                     | Tak                 | Tak               | Nie             | Częściowo                      | Tak              | Nie                     | Nie             | Nie                    | Nie                  | Nie                  | Tak                       |
| Google Talk                                    | W32               | Nie                     | Tak                                     | Częściowo           | Tak               | Nie             | Tak                            | Nie              | Tak                     | Nie             | Tak                    | Tak                  | Nie                  | Tak                       |
| iChat                                          | Cocoa             | Tak                     | Tak                                     | Tak                 | Brak informacji   | Nie             | Nie                            | Nie              | Tak                     | Tak             | Tak                    | Tak                  | Tak                  | Tak                       |
| ICQ                                            | W32               | Nie                     | Tak                                     | Tak                 | Brak informacji   | Tak             | Tak                            | Nie              | Tak                     | Brak informacji | Brak informacji        | Brak informacji      | Brak informacji      | Brak informacji           |
| IM2                                            | W32               | Tak 4                   | Częściowo                               | Tak                 | Brak informacji   | Nie             | Tak                            | Nie              | Nie                     | Brak informacji | Brak informacji        | Brak informacji      | Brak informacji      | Brak informacji           |
| imeem                                          | Brak informacji   | Nie                     | Częściowo                               | Tak                 | Brak informacji   | Nie             | Nie                            | Nie              | Nie                     | Brak informacji | Tak                    | Brak informacji      | Brak informacji      | Brak informacji           |
| IMVU                                           | Brak informacji   | Brak informacji         | Nie                                     | Tak                 | Tak               | Częściowo       | Tak                            | Nie              | Tak 13                  | Nie             | Tak 14                 | Nie                  | Nie                  | Tak                       |
| Instan-t                                       | W32               | Tak                     | Tak                                     | Tak                 | Brak informacji   | Nie             | Tak                            | Tak              | Nie                     | Brak informacji | Brak informacji        | Brak informacji      | Brak informacji      | Brak informacji           |
| JMSN                                           | Java              | Brak informacji         | Tak                                     | Tak                 | Tak               | Nie             | Tak                            | Tak              | Tak                     | Brak informacji | Tak                    | Brak informacji      | Brak informacji      | Brak informacji           |
| Kadu                                           | Qt                | Tak                     | Tak                                     | Tak                 | Tak               | Nie             | Częściowo                      | Tak              | Tak                     | Częściowo       | Tak                    | Tak                  | Nie                  | Częściowo                 |
| Kopete                                         | Qt/KDE            | Tak 9                   | Częściowo                               | Tak                 | Częściowo         | Nie             | Tak                            | Tak              | Tak                     | Brak informacji | Tak                    | Tak (Gtalk)          | Tak                  | Tak                       |
| Licq                                           | Qt                | Tak 5                   | Tak                                     | Tak                 | Brak informacji   | Częściowo       | Tak                            | Tak              | Tak                     | Brak informacji | Brak informacji        | Brak informacji      | Brak informacji      | Brak informacji           |
| LIVECHAT Communicator                          | Brak informacji   | Tak                     | Tak                                     | Nie                 | Tak               | Nie             | Tak                            | Tak              | Tak                     | Nie             | Tak                    | Tak                  | Nie                  | Brak informacji           |
| MECA Messenger                                 | Brak informacji   | Brak informacji         | Tak                                     | Tak                 | Tak               | Częściowo       | Tak                            | Nie              | Nie                     | Nie             | Tak                    | Brak informacji      | Brak informacji      | Brak informacji           |
| Meetro                                         | Brak informacji   | Brak informacji         | Tak                                     | Brak informacji     | Brak informacji   | Nie             | Nie                            | Nie              | Nie                     | Brak informacji | Brak informacji        | Brak informacji      | Brak informacji      | Brak informacji           |
| Mercury Messenger                              | Swing             | Tak 4                   | Tak                                     | Tak                 | Tak               | Tak             | Tak                            | Tak              | Tak                     | Nie             | Tak                    | Nie                  | Tak                  | Tak                       |
| mICQ                                           | line based        | Tak 5                   | Tak                                     | Nie                 | Tak               | Nie             | Tak                            | Nie              | Nie                     | Tak             | Tak                    | Nie                  | Nie                  | Tak                       |
| Miranda IM                                     | W32               | Tak 10                  | Tak                                     | Tak                 | Tak               | Tak             | Tak                            | Tak              | Tak                     | Tak             | Tak                    | Częściowo 15         | Częściowo 15         | Tak                       |
| Microsoft Messenger for Mac                    | Carbon            | Nie                     | Tak                                     | Tak                 | Tak               | Nie             | Nie                            | Nie              | Nie                     | Nie             | Tak                    | Tak                  | Tak                  | Tak                       |
| OpenWengo                                      | Qt                | Nie                     | Nie                                     | Tak                 | Tak               | Nie             | Tak                            | Nie              | Nie                     | Brak informacji | Brak informacji        | Brak informacji      | Brak informacji      | Brak informacji           |
| Paltalk                                        | niedostępne       | Tak                     | Tak                                     | Tak                 | Nie               | Tak             | Tak                            | Nie              | Nie                     | Nie             | Tak                    | Tak                  | Tak                  | Tak                       |
| Pandion                                        | ?                 | Tak                     | Tak                                     | Tak                 | Tak               | Tak             | Tak                            | Tak              | Tak                     | Tak             | Tak                    | Nie                  | Nie                  | Tak                       |
| Pidgin (Gaim)                                  | GTK2              | Z wtyczką 8             | Częściowo                               | Tak                 | Tak               | Nie             | Tak                            | Tak              | Tak                     | Brak informacji | Tak                    | Częściowo 17         | Częściowo 17         | Częściowo                 |
| pork                                           | ncurses           | Brak informacji         | Tak                                     | Nie                 | Brak informacji   | Brak informacji | Nie                            | Nie              | Nie                     | Nie             | Tak                    | Tak                  | Nie                  | Brak informacji           |
| Proteus                                        | Cocoa             | Brak informacji         | Częściowo                               | Tak                 | Brak informacji   | Nie             | Tak                            | Tak              | Tak                     | Brak informacji | Brak informacji        | Brak informacji      | Brak informacji      | Tak                       |
| Psi                                            | KDE/Qt            | Tak 9                   | Tak                                     | Tak                 | Tak               | Nie             | Częściowo (tylko zestawy ikon) | Nie              | Nie                     | Nie             | Tak                    | Nie                  | Nie                  | Tak                       |
| psyced                                         | n/a               | Tak                     | Nie                                     | Nie                 | Tak               | Nie             | Nie                            | Tak              | Tak                     | Tak             | Tak                    | Brak informacji      | Nie                  | Brak informacji           |
| Qnext                                          | Swing             | Tak                     | Tak                                     | Tak                 | Tak               | Tak             | Tak                            | Tak              | Tak                     | Brak informacji | Brak informacji        | Tak                  | Tak                  | Brak informacji           |
| QQ                                             | W32               | Nie                     | Tak                                     | Tak                 | Nie               | Tak             | Tak                            | Nie              | Tak                     | Brak informacji | Tak                    | Tak                  | Brak informacji      | Brak informacji           |
| SIM                                            | Qt/KDE            | Tak 5 6                 | Tak                                     | Tak                 | Tak               | Nie             | Tak                            | Tak              | Nie                     | Brak informacji | Brak informacji        | Brak informacji      | Brak informacji      | Tak                       |
| Skype                                          | Qt/KDE, W32       | Tak (Skype-do-Skype)    | Tak                                     | Tak                 | Częściowo         | Tak             | Nie                            | Tak              | Tak                     | Brak informacji | Tak                    | Tak (Skype-do-Skype) | Tak (Skype-do-Skype) | Nie                       |
| Spik                                           | Brak informacji   | Brak informacji         | Tak                                     | Tak                 | Brak informacji   | Brak informacji | Tak                            | Brak informacji  | Brak informacji         | Brak informacji | Tak                    | Tak (Spik-do-Spik)   | Brak informacji      | Brak informacji           |
| talk                                           | curses            | Nie                     | Nie                                     | Nie                 | Nie               | Nie             | Nie                            | Nie              | Nie                     | Brak informacji | Brak informacji        | Brak informacji      | Brak informacji      | Brak informacji           |
| Tkabber                                        | Tcl/Tk            | Tak 9                   | Tak                                     | Tak                 | Tak               | Tak             | Tak                            | Tak              | Tak                     | Tak             | Tak                    | Nie                  | Nie                  | Tak                       |
| Tokonda                                        | Nie               | Nie                     | Nie                                     | Tak                 | Tak               | Tak             | Nie                            | Nie              | Nie                     | Nie             | Tak                    | Tak                  | Tak                  | Tak                       |
| Trillian Basic 3.0                             | W32               | Tak                     | Tak                                     | Tak                 | Częściowo         | Nie             | Tak                            | Nie              | Tak                     | Brak informacji | Tak                    | Brak informacji      | Nie                  | Brak informacji           |
| Trillian Pro 3.0                               | W32               | Tak                     | Tak                                     | Tak                 | Częściowo         | Tak             | Tak                            | Tak              | Tak                     | Częściowo       | Tak                    | Brak informacji      | Tak                  | Tak                       |
| Windows Live Messenger wcześniej MSN Messenger | W32               | Nie                     | Tak                                     | Tak                 | Tak               | Tak             | Tak                            | Tak              | Tak                     | Tak             | Tak                    | Tak                  | Tak                  | Tak                       |
| Windows Messenger                              | W32               | Nie                     | Tak                                     | Tak                 | Tak               | Nie             | Nie                            | Częściowo        | Nie                     | Brak informacji | Nie                    | Tak                  | Tak                  | Brak informacji           |
| WTW                                            | W32               | Tak                     | Tak                                     | Z wtyczką 18        | Tak               | Nie             | Tak                            | Tak              | Tak                     | Nie             | Tak                    | Tak                  | Nie                  | Brak informacji           |
| Yahoo! Messenger                               | W32, Cocoa, GTK   | Brak informacji         | Tak                                     | Tak                 | Tak               | Tak             | Tak                            | Tak              | Nie                     | Brak informacji | Tak                    | Tak                  | Tak                  | Tak                       |
| YSM                                            | line based        | Tak 7                   | Nie                                     | Brak informacji     | Brak informacji   | Brak informacji | Nie                            | Nie              | Nie                     | Brak informacji | Brak informacji        | Brak informacji      | Brak informacji      | Brak informacji           |
|                                                | Toolkity lub SDK  | Szyfrowanie             | Transfer plików                         | Emotikony graficzne | Unicode (UTF-8)   | Wbudowane gry   | Skóry/tematy graficzne         | System wtyczek 1 | Dodatki firm trzecich 2 | Skryptowanie    | Rejestracja wiadomości | Komunikacja głosowa  | Obsługa kamery       | Wiadomości asynchroniczne |

1: System wtyczek do rozszerzania standardowych możliwości aplikacji lub protokołu.
2: Dodatki stron trzecich zazwyczaj nie są oceniane przez autora aplikacji i dostępne osobno.
4: Zamknięty. Kompatybilny tylko z samym sobą.
5: ICQ: połączenia bezpośrednie szyfrowane przez SSL. kompatybilne pomiędzy mICQ, licq i SIM.
6: Dowolny protokół: szyfrowanie GnuPG
7: Połączenia bezpośrednie szyfrowane algorytmem Blowfish. Kompatybilne tylko z samym sobą.
8: Dostępne jako wtyczka pod adresem http://www.cypherpunks.ca/otr/ – system szyfrowania „Off The Record” (OTR) rozprowadzany jest z kodem źródówym, przez co teoretycznie można go zastosować do dowolnego komunikatora (np. Miranda IM z wtyczką IM), jednakże może być trudne dodanie takiej opcji do komercyjnych aplikacji. Inna wtyczka: http://gaim-encryption.sf.net (kompatybilna tylko z programem Gaim).
9: Kompatybilne ze wszystkimi klientami Jabbera implementującymi standard JEP-0027 (standardowe szyfrowanie w protokole Jabber).
10:SecureIM. miranda-im.org. [zarchiwizowane z tego adresu (2005-04-04)]. umożliwia 192-bitowe szyfrowanie AES, kompatybilne tylko pomiędzy programami Miranda. Dostępna także wtyczka „Off The Record” .
11: Szyfrowanie „Off The Record” (OTR) dostępne poprzez system wtyczek.
12: Szyfrowanie pojedynczych wiadomości GnuPG. Wymaga posiadania zainstalowanego programu GPG.
13: IMVU nie umożliwia bezpośredniego rozszerzania klienta przez dodatki, jednakże zarejestrowane konta mogą dostarczać nową zawartość do zastosowania w symulacji.
14: IMVU rejestruje wszystkie akcje dokonywane przez klienta, włączając w to akcje które nie mają bezpośredniej reprezentacji tekstowej, przez co trudno stosować pliki dziennika do przeglądania wiadomości.
15: WebCam Video, wtyczka do Miranda IM, pozwala na komunikację wizualną pomiędzy dwoma użytkownikami Miranda IM różnymi metodami, niezależnie od tego, z jakiego protokołu aktualnie korzystają.
16: Szyfrowanie bezpośrednich połączeń metodą AES256; kompatybilne tylko z samym sobą.
17: Tylko w wersji 2.6.1 dla systemu Linux w protokole Jabber/XMPP.
18: Dostępna wtyczka 